# Terra Nova (телесеріал)
Terra Nova (укр. Терра Нова) — американський науково-фантастичний драматичний телесеріал. Прем'єра відбулася 26 вересня з двогодинної прем'єри та закінчилася 19 грудня 2011 року двогодинним фіналом. Сюжет розгортається навколо сім'ї Шеннонів, яка подорожує на 85 млн років в минуле на паралельну Землю. Серіал заснований на ідеї британського письменника Келлі Марселя. 5 березня 2012 року оголошено, що Fox не буде продовжувати телесеріал на другий сезон. В Україні прем'єра відбулася 3 грудня 2014 року на телеканалі 2+2.

## Сюжет
2149 рік. Усе життя на планеті Земля під загрозою зникнення через екологічні проблеми і перенаселення. Умови дедалі гіршають, на вулицю не можна вийти без респіратора, найбагатші живуть у містах під штучними куполами, але для більшості — це недосяжна мрія. Законодавчо заборонено мати понад двох дітей, порушники караються законом.
Виходом для людства виявляється відкритий вченими портал на Землю, якою вона була 85 мільйонів років тому (ера динозаврів у самому розквіті). Після низки досліджень учені зробили висновок, що портал веде не в минуле самої Землі, а в якийсь «паралельний потік часу», тому в цьому минулому можна робити будь-що, не побоюючись неконтрольованої зміни майбутнього. Виникає проєкт «Терра Нова» («Нова Земля») — на нововідкритих землях створюються людські колонії, куди періодично переселяють сім'ї щасливчиків, які виграли в лотерею, або тих, кого керівництво колонії спеціально запрошує як цінних фахівців. Портал діє тільки в одну сторону, шляху назад у переселенців немає, хоча зв'язок зі своєю колишньою епохою керівництво колонії підтримує.
Колишній поліцейський Джим Шеннон (англ. Jim Shannon) і його дружина Елізабет, що вже мають сина Джошуа і дочку Медді, наважуються порушити закон і народити третю дитину — дочку Зої. Три роки вони живуть так, але інспекція з контролю виявляє Зої, Джим опиняється у в'язниці. Ще через два роки Елізабет отримує «щасливий квиток» — запрошення на Терра Нову як спеціаліст, влада дозволяє їй взяти з собою тільки Джошуа і Медді. Бажаючи зберегти сім'ю, Елізабет організовує втечу чоловіка з в'язниці і контрабандний перехід його та Зої через портал (Джим користується фальшивими документами, дівчинку проносять у рюкзаку). У результаті вся родина опиняється на Новій Землі, сподіваючись там почати все з початку.

## Список епізодів
| Номер | Назва                 | Режисер           | Дата виходу       | К-ть переглядів в США (мільйонів) |
| --- | --------------------- | ----------------- | ----------------- | --------------------------------- |
| 1 | «Генезис (частина 1)» | Алекс Грейвс      | 26 вересня 2011   | 9.35                              |
| У далекому майбутньому 2149 році родину Шеннон покарано за порушення закону двох дітей у родині. Тому коли у Елізабет підвертається нагода відправитись працювати на Терра Нову вона допомагає чоловікові втекти з в’язниці і перевезти за портал їхню третю доньку. На новому місці об‘єднана родина планує нарешті зажити повноцінним життям. |                       |                   |                   |                                   |
| 2 | «Генезис (частина 2)» | Алекс Грейвс      | 26 вересня 2011   | 9.08                              |
| Навіть у ідеальному суспільстві знаходяться люди, яким не байдуже чуже майно. Джим Шеннон зупиняє одного з "шестих" - відщепенців з шостого потоку, які не захотіли жити у колонії і рятує життя керівнику колонії Тейлору. Після цього Джим стає до роботи на службі безпеки колонії. |                       |                   |                   |                                   |
| 3 | «Інстинкт»            | Джон Цассар       | 3 жовтня 2011     | 8.73                              |
| Час від часу колонія потерпає від нападок динозаврів: цього разу це птерозаври, літаючі хижаки. Вони повернулись на місце свого гнізда, де збудована колонія, щоб відкласти яйця. Медикам вдається відвести біду від поселення. Діти родини Шеннон тим часом заводять собі нових друзів на новому місці. |                       |                   |                   |                                   |
| 4 | «Те, що залишиться»   | Нельсон Маккормік | 10 жовтня 2011    | 7.00                              |
| Дослідників з наукової станції вражає новий вірус, який повністю блокує пам'ять. Елізабет і Джим довше всіх опираються вірусу і знаходять ліки проти нього. Джош Шеннон не може забути кохану, яка залишилася у майбутньому і намагається за будь-яку ціну налагодити із нею зв'язок. |                       |                   |                   |                                   |
| 5 | «Втікачі»             | Джон Цассар       | 17 жовтня 2011    | 8.31                              |
| До колонії приходить дівчинка, начебто втікачка з табору "шостих". Її приймають, але не вірять до кінця. Вона виявляється шпигункою, засланою ватажком "шостих" Мірою. Джим йде у джунглі і потрапляє в полон. Саме там він дізнається, що можливо істинна мета Терра Нови може сильно відрізняться від офіційної. |                       |                   |                   |                                   |
| 6 | «Устав»               | Нельсон Маккормік | 31 жовтня 2011    | 6.59                              |
| Вбито одного з солдатів охорони Терра Нови. Джим швидко знаходить винного, якого тепер виженуть за периметр, що дорівнює смертельному приговору. Завдяки молодшій донці Джима Зої біологи виводять зі знайденого у джунглях яйця динозавра. Міра обіцяє Джошу передати повідомлення у майбутнє і вимагає за це виконання свого прохання. |                       |                   |                   |                                   |
| 7 | «Сутінки»             | Джон Цассар       | 7 листопада 2011  | 7.75                              |
| Вибух метеорита у повітрі поблизу Терра Нови виводить з ладу усю автоматику і техніку у колонії. Усі надії тепер полягають на бармена Бойлена, який єдиний вміє лагодити електроніку. Люди Міри користуючись ситуацією нарешті викрадають таємничу шкатулку. Спритність, з якою орудують загарбники, доводить, що інформатор Міри досі у колонії. А полювання за шкатулкою затіяв Лукас, син Тейлора, що давно зник безвісти. |                       |                   |                   |                                   |
| 8 | «Доказ»               | Браян Спайсер     | 14 листопада 2011 | 7.01                              |
| Міра примушує Джоша викрасти ліки із лікарні, де працює Еленор. За це вона проводить сеанс відеозв‘язку з його подружкою у майбутньому. Але потім, дізнавшись, що через його витівку можуть загинути люди, зізнається у всьому батькам і розповідає про зв‘язок Болейна із "шостими". Інформація про можливість зв‘язку із майбутнім стає відомою і командиру Тейлору. |                       |                   |                   |                                   |
| 9 | «Протистояння»        | Браян Спайсер     | 21 листопада 2011 | 6.50                              |
| Бойлен наполягає, що мав з "шостими" лише ділові контакти. Джим знаходить останки вбитої Тейлором людини, чий перехід у Терра Нову не відображено в документах. Елізабет потайки досліджує їх. Тейлор розповідає Джиму, що п'ять років тому з другим потоком прибув Лукас, який мав в майбутньому завдання знайти можливість створення порталу назад в майбутнє, щоб Терра Нову перетворити на джерело ресурсів для майбутнього світу. Убитий - генерал Філбрік, якого перемістили в минуле, щоб зняти Тейлора з посади. |                       |                   |                   |                                   |
| 10 | «Тепер ти мене бачиш» | Карен Гавіола     | 28 листопада 2011 | 7.19                              |
| Командир Тейлор поодинці відправляється в джунглі і зустрічається там з Мірою. Зіткнувшись з хижаками супротивники вимушені діяти спільно і в підсумку розходяться кожен своєю дорогою. Міра підтверджує Тейлору, що група дуже багатих людей в майбутньому вирішила використовувати минуле як джерело ресурсів. Вони оплатили уявний "виграш в лотерею" для групи бойовиків, перекинутих в шостому потоці, яка повинна була захопити владу в Терра Нові і забезпечити Лукасу можливість роботи. |                       |                   |                   |                                   |
| 11 | «Всередині»           | Карен Гавіола     | 12 грудня 2011    | 6.88                              |
| Джим і Тейлор викривають Скай в шпигунстві на користь "шостих". Тим часом Лукас успішно завершив розрахунки, які повністю змінюють технологію роботи порталу часу, який тепер працює в обидві сторони. Тейлор очікує повномасштабної атаки і починає планування оборони Терра Нови. Він хоче скористатися тим, що точка прибуття відома, і створити поряд з виходом з порталу нездоланний рубіж оборони. |                       |                   |                   |                                   |
| 12 | «Окупація»            | Джон Цассар       | 19 грудня 2011    | 7.24                              |
| Під час переміщення чергової партії переселенців спрацьовує вибуховий пристрій. В результаті вибуху загинуло і постраждало кілька людей. А найголовніше: вибух знищив приймальний термінал. Нападники переграли Тейлора: після руйнування терміналу точка прибуття перемістилася, і загін найманих солдатів з майбутнього зміг безперешкодно переміститися і почати захоплення Терра Нови. Поселенці здійснюють посильний опір окупантам, але вони мало що можуть: за будь-яку явну непокору слідує жорстока розправа. Лукас викриває Шеннона і катує його у в'язниці. |                       |                   |                   |                                   |
| 13 | «Спротив»             | Джон Цассар       | 19 грудня 2011    | 7.24                              |
| Шеннону влаштовують втечу з в'язниці. Алісія передає Тейлору свою пораду: щоб перемогти в цій війні, їм необхідно перекрити зв'язок з майбутнім, перервати поставки зброї і підтримку окупаційних військ. Для цього потрібно проникнути в майбутнє і знищити площу Надії. У контейнері, що відправляється в майбутнє, відправляється Джим Шеннон з трофейної бомбою для вибуху площі Надії - це підірве термінал в майбутньому. У 2149-му Шеннон встановлює в службових приміщеннях бомбу, активує її і повертається крізь портал, після чого він вибухає. Тейлор із соратниками повертаються в Терра Нову і в невідправленому в майбутнє вантажі знаходять дуже дивну річ. |                       |                   |                   |                                   |

## Ролі та персонажі

### Головні
- Джейсон О'Мара — Джеймс «Джим» Шеннон, колишній детектив з Чикаго. Одружений з Елізабет і батько трьох дітей. Після тривалого тюремного ув'язнення за порушення законів щодо контролю за населенням у 2149 році він втік і приєднався до своєї сім'ї.
- Шеллі Конн — доктор Елізабет Шеннон, травматолог і головний лікар Терра Нови. Одружена з Джимом і є матір'ю трьох дітей. У прем'єрі серіалу вона зіграла важливу роль у втечі Джима з в'язниці та його прибутті в Terra Nova.
- Лендон Лібойрон — Джош Шеннон, 17-річний син Джима й Елізабет. Не бажаючи залишити у майбутньому свою подругу, він спочатку гнівався на свого батька, але пізніше вони відновили їхні стосунки.
- Наомі Скотт — Медді Шеннон, 16-річна дочка Джима й Елізабет. Інтелектуальна, але соціально незграбна, любовний інтерес Марка Рейнольдса, молодого солдата.
- Алана Мансур — Зої Шеннон, п'ятирічна дочка Джима й Елізабет Шеннон. На початку свого життя прихована своєю сім'єю, будучи третьою дитиною і таким чином, порушені закони управління за контролем населення у 2149 році. Коли була виявлена, Джим відправлений у в'язницю. За допомогою друга Зої контрабандою доставлена в Terra Nova, їй дозволено залишитися в колонії.
- Стівен Ленг — Натаніель Тейлор, командувач Терра Нови.
- Крістін Адамс — Міра, лідер групи заколотників, які прибули з шостим паломництвом, але пізніше відірвалися від основної колонії.

### Другорядні
- Керолайн Мангал — Дебора Тейт. Під прикриттям історії, що вона померла під час епідемії, викрадена групою заколотників, щоб змусити її дочку Скай шпигувати за Тейлором і колоністами. Пізніше в першому сезоні її врятували солдати Керрана і повернули до колонії.
- Емелія Бернс — лейтенант Лаура Рейлі, членкиня сил безпеки Terra Nova, експертка зі знешкодження бомб.
- Деміен Гарві — Том Бойлан, бармен і колишній солдат, який іноді торгує з заколотниками. Потайливий і абразивний, він робить незначні злочини, але виявляється вірним Terra Nova, коли група Фенікс вторгається до них.

## Саундтрек
Серіал композивував Браян Тайлер. Реліз альбом за допомогою La-La Land Records відбувся 9 жовтня 2012 р.
Диск 1:
1. Terra Nova 2:55
2. Cycles of Time 4:38
3. One Last Hope for Humanity 3:20
4. Banishment 2:19
5. This Valley 2:38
6. The Moon 1:28
7. You Let Her Leave With Him 2:37
8. Sky's Mother 1:28
9. The Portal 3:43
10. Someone Wants to Talk With You 2:31
11. More Than a Memory 4:53
12. Patrols 1:57
13. The Plan 5:19
14. Flying Over Terra Nova 2:02
15. I'm Heading Outside the Gates 4:02
16. What Were You Really Doing? 5:33
17. All I Needed to Know 6:25
18. The Investigation of Outpost 9 5:04
19. There Are Millions of Them 3:23
20. Last Known Location 3:54
21. You're My Son 1:37
22. We Brought Back Two 1:55
23. Promises 2:24

Диск 2:
1. Magical Journey 3:02
2. Entering the Vortex 2:50
3. Memorial Field 2:02
4. Base Camp 2:58
5. Rebirth 3:05
6. Remember That Handle 6:09
7. New Earth 1:11
8. Sixers Intel 2:39
9. Take the Shot 2:00
10. Memory's Echo 2:48
11. Into the Beyond 2:13
12. Save Your Spot 3:10
13. Figuring Out What Happened 1:12
14. Take a Look Around 2:11
15. I Want to Declare My Intentions 3:44
16. There She Goes 1:36
17. I Sure Hope You Are Right 2:29
18. Preparing for Battle 2:59
19. This Is Lea Marcos 1:46
20. They're In Charge 1:23
21. Opportunity 1:34
22. Prehistory 3:39
23. Shooting Stars :49